# Julie London
Julie London (Santa Rosa, California, 26 de septiembre de 1926 - Encino, 18 de octubre de 2000) fue una cantante y actriz estadounidense. Conocida por su sensual voz, como cantante alcanzó su cima en la década de 1950, con su principal hit, Cry Me a River, compuesto por Arthur Hamilton y producido por su marido, Bobby Troup. Su carrera como actriz duró más de treinta y cinco años y culminó con el papel de la enfermera Dixie McCall, en la serie de televisión Emergency! (1972–1979).

## Álbumes
| - About the Blues - All Though the Night - Around Midnight - Calendar Girl - The End of the World - Feeling Good - For the Night People - Julie - Julie Is Her Name - Julie London at Home - Julie London Sings the Choicest of Cole Porter - Julie London Sings the Standards | - Latin in a Satin Mood - Live at the Americana - London by Night - Lonely Girl - Love Letters - Love on the Rocks - Make Love to Me - Nice Girls Don't Stay for Breakfast - Sophisticated Lady - Your Number Please - Yummy, Yummy, Yummy |

## Carrera como actriz
Películas:
| - Nabonga (1944) - Diamond Horseshoe (1945) (bit part) - On Stage Everybody (1945) - A Night in Paradise (1946) (bit part) - The Red House (1947) - Tap Roots (1948) - Task Force (1949) - Return of the Frontiersman (1950) - The Fat Man (1951) - The Fighting Chance (1955) - The Girl Can't Help It (1956) | - Crime Against Joe (1956) - The Great Man (1957) - Drango (1957) - Saddle the Wind (1958) - Voice in the Mirror (1958) - Man of the West (1958) - Night of the Quarter Moon (1959) - The Wonderful Country (1959) - A Question of Adultery (1959) - The Third Voice (1960) - The George Raft Story (1961) |

Series y programas de televisión:
- The Big Valley (1967)
- The Helicopter Spies (1968)
- Emergency! (1972 - 1979)
- Tattletales! (concurso presentado por Bert Convy, 1974-1978)
- Emergency: Survival on Charter #220 (1978)